# Jax Teller
Jackson Nathaniel "Jax" Teller é um personagem fictício e protagonista da série de televisão da FX Sons of Anarchy, interpretado por Charlie Hunnam. Membro titular do motoclube, ele passa a série como vice-presidente e mais tarde presidente do Sons of Anarchy Motorcycle Club Redwood Original (SAMCRO), com sede na cidade fictícia de Charming, Califórnia. Ele é filho de um dos membros fundadores do clube, seu conflito entre querer manter a longevidade da organização de seu pai reduzindo os elementos criminosos e seu desejo de se tornar um homem de família cumpridor da lei, apesar dos níveis crescentes de violência, constitui o conflito central da série.
A descrição de Hunnam de Jax Teller e do próprio personagem foi recebida positivamente pelos críticos. Hunnam foi duas vezes indicado para o Prêmio da Televisão da Escolha da Crítica de Melhor Ator. A descida do personagem em um anti-herói brutal e até mesmo vilão foi descrita como "chocante" e "brilhante".

## Biografia
Jax Teller nasceu em 1978, filho de John e Gemma Teller. Ele foi criado no mundo da SAMCRO como seu pai, um veterano do Vietnã e fundador do M.C. John Teller morreu em um acidente de viação em 1993, com a liderança da SAMCRO passando para Clay Morrow, que também se casou com Gemma, tornando-se padrasto de Jax. Jax é um mecânico treinado e possui um GED (Desenvolvimento Educacional Geral).
Jax é retratado se vestindo como não convencional em comparação com os motoqueiros tradicionais, especificamente usando tênis Nike Air Force 1 brancos ao longo da série.
Na sétima temporada, Wayne Unser descreve Jax como "formidável, tão inteligente quanto perigoso". No final da série, a contagem de mortes de Jax chegou a 46.

### 1ª temporada
Com o início da série em 2008, Jax, de 30 anos, atua como vice-presidente da SAMCRO e trabalha como mecânico em sua oficina automotiva familiar. Desde 1967, a SAMCRO controla a cidade de Charming e a protege de criminosos enquanto trabalha em estreita colaboração com seu chefe de polícia, Wayne Unser. Um criminoso condenado, Jax já cumpriu pena na prisão por tráfico de armas, o principal empreendimento financeiro da SAMCRO. Ele está afastado de sua esposa grávida, Wendy; que tem uma overdose e põe em perigo a vida de seu filho por nascer, Abel, que nasceu prematuro e viciado em metanfetamina. Jax descobre um manuscrito de seu falecido pai, "A vida e a morte de SAM CROW: Como os Sons of Anarchy perderam seu caminho", no qual John descreve sua crescente desilusão com a vida caótica e violenta do M.C. Sua mãe, Gemma, descobre que Jax leu as cartas e teme que isso o afaste de SAMCRO.
Jax renova um relacionamento com sua namorada do colégio, Tara Knowles, uma cirurgiã neonatal do hospital local que ajuda a cuidar de Abel. A destruição de um depósito de armas atrai atenção indesejada para a SAMCRO tanto da polícia local quanto federal, especificamente da Agência de Álcool, Tabaco, Armas de Fogo e Explosivos (ATF). Enquanto Jax tenta levar a SAMCRO a resoluções mais pacíficas com outros competidores e rivais, ele descobre que Tara está sendo perseguida por um ex-namorado, um agente da ATF chamado Josh Kohn. Depois de vários confrontos com Kohn, Jax o assassina depois que ele tenta estuprar Tara.
A fim de continuar sua relação de venda de armas com o Exército Republicano Irlandês Real (IRA), a SAMCRO tem a tarefa de matar um membro da autoridade portuária. Jax, Opie Winston e Bobby Munson completam o golpe, mas uma testemunha identifica Bobby como o atirador. A ATF investiga a SAMCRO por seu envolvimento e a agente da ATF June Stahl tenta fazer com que Opie seja o informante federal que denunciou Bobby. Clay Morrow e Tig Trager secretamente orquestram um plano para matar Opie e culpar a gangue de rua afro-americana One-Niners. No entanto, Tig mata por engano a esposa de Opie, Donna, em um tiroteio fracassado. Jax resgata o informante real de ser morto pela SAMCRO e deduz que Clay é o responsável pela morte de Donna, causando uma divisão dentro do clube.

### 2ª temporada
A SAMCRO é confrontada pela Liga dos Nacionalistas Americanos (LOAN), uma poderosa organização separatista branca liderada pelo rico empresário Ethan Zobelle e pelo extremista de direita A.J. Weston. O LOAN exige que a SAMCRO encerre suas vendas de armas para organizações criminosas não brancas. Quando a SAMCRO se recusou, LOAN sequestrou e estuprou Gemma. LOAN tenta trabalhar com o empresário anti-SAMCRO Jacob Hale, irmão do hipócrita vice-chefe David Hale, bem como com os rivais locais da SAMCRO, os supremistas brancos Nords e os Mayans. SAMCRO contrata LOAN enquanto a ATF continua investigando o clube e sua conexão com o Real IRA. LOAN manobra SAMCRO e eles são atraídos para atacar Zobelle e Weston em uma igreja e, posteriormente, são presos. Jax e Clay brigam quando estão na prisão, mas SAMCRO é libertada sob fiança. Jax se prepara para deixar a SAMCRO juntando-se a filial dos Nomads, mas Gemma revela os detalhes do estupro, fazendo com que Jax mude de ideia. Jax mata A.J. Weston, mas Ethan Zobelle foge depois que um membro do IRA mata o prospect Half-Sack e sequestra Abel.

### 3ª temporada
Jax e SAMCRO tentam encontrar Abel e descobrem que ele foi levado para Belfast. Stahl tenta fazer um acordo com Jax pelas costas do clube para que a ATF derrube o IRA. Jax, Gemma e alguns membros da SAMCRO viajam para Belfast em busca de Abel e descobrem que ele foi entregue a um centro de adoção católico. Jax também descobre que seu pai tinha uma família secreta em Belfast e que ele tem uma meia-irmã chamada Trinity, filha de Maureen Ashby, irmã do sacerdote de alto escalão do IRA, Kellan. SAMCRO mata os membros desleais da filial constitutiva de SAMBEL e Jax encontra Abel, quase deixando-o sob os cuidados de um casal amoroso que o adotou, mas eles são assassinados por Jimmy O'Phelan, membro desonesto do IRA. Kellan Ashby se sacrifica para que Jax possa levar Abel para casa. Voltando a Charming, a agente Stahl trai Jax e conta ao clube sobre o acordo paralelo que Jax fez com ela, sem saber que Jax e SAMCRO orquestraram todo o plano juntos. Jax e outros membros do SAMCRO são levados para a prisão, Chibs Telford mata O'Phelan e Opie mata Stahl.

### 4ª temporada
Jax é libertado após uma pena de prisão de 14 meses e volta para casa, para Tara, que deu à luz seu filho Thomas. Jax revela a Tara que planeja deixar a SAMCRO em dia se apoiar Clay em um acordo recém-negociado com o cartel de drogas mexicano Galindo para vender armas e mulas de cocaína. Enquanto Jax tenta lidar com acordos complexos com organizações criminosas locais, o IRA e o cartel, ele descobre que um procurador dos Estados Unidos está conduzindo uma operação RICO contra o clube e seus associados. Jax fica sabendo que os membros do cartel estão trabalhando com o C.I.A. para derrubar um cartel rival e eles precisam da SAMCRO para continuar usando armas para conseguir isso. Como resultado, a operação RICO é arquivada, mas Jax descobre que os níveis crescentes de violência continuam sendo uma ocorrência diária para ele e para a SAMCRO. Além disso, Jax descobre que Clay matou seu pai e é consumido pela necessidade de vingança. Jax também descobre que Clay já matou Piney Winston e tentou matar Tara para evitar que esse conhecimento fosse compartilhado. Opie tenta matar Clay, mas Jax o resgata, pois ele precisa de Clay vivo para que o IRA continue a trabalhar com o cartel. Acreditando falsamente que Clay foi atacado pelos One-Niners, Tig ataca o líder da gangue Laroy Wayne e por engano mata sua namorada Veronica, filha do senhor do crime de Oakland, Damon Pope. Jax força Clay a renunciar à presidência.

### 5ª temporada
Agora presidente da SAMCRO e com a ameaça da RICO atualmente diminuída, Jax lidera o clube em sua parceria contínua com o cartel enquanto trabalha em uma estratégia para que outras organizações assumam seus negócios para que a SAMCRO possa se libertar da criminalidade. No entanto, Jax, Chibs e Tig são presos em relação ao assassinato de Veronica Pope e são transportados para a prisão do condado junto com Opie. Lá, Pope usa sua influência para matar um membro da SAMCRO, resultando na morte de Opie. Devastado pela perda de seu melhor amigo, Jax relutantemente fecha um acordo com Pope e SAMCRO entra em um relacionamento comercial com ele. Jax está ficando cada vez mais violento e suas tentativas contínuas de libertar a SAMCRO do cartel e do tráfico de armas fracassam. Jax descobre que Juice Ortiz estava informando a polícia sobre as ações da SAMCRO e o força a se tornar completamente subserviente a ele. Jax revela as ações de Clay, incluindo o assassinato de John Teller e Piney, e SAMCRO posteriormente excomunga Clay e remove seu patch. A votação para matar Clay passa por pouco, com apenas Bobby votando não, causando uma divisão entre ele e Jax; e Bobby deixa o cargo de vice-presidente. Jax orquestra o assassinato de Damon Pope por Tig e implementa Clay, que é preso. Tara é presa após ser ligada ao assassinato de uma enfermeira por um membro da SAMCRO e informante preso, Otto Delaney.

### 6ª temporada
Jax tenta fazer crescer o negócio de acompanhantes com o novo interesse amoroso de Gemma, Nero Padilla; mas a contenda continua dentro da SAMCRO. Tara volta para casa e começa a providenciar secretamente para que a ex-esposa de Jax, Wendy, se torne a guardiã legal de Abel e Thomas. Depois que uma criança comete um tiroteio em massa com uma arma automática que a SAMCRO vendeu para a antiga gangue de Nero, Jax tenta aliviar a pressão local dando o negócio de armas para outras organizações, mas o chefe do IRA, Gaalen O'Shay, se recusa. Jax tenta negar O'Shay, resultando no assassinato de Phil Russell e V-Lin pelo IRA e na explosão da sede da SAMCRO. Enquanto isso, o aposentado marechal Lee Toric busca vingança pela morte de sua irmã por Otto Delaney, tentando persuadir Clay a se tornar um informante. Toric usa táticas sujas, mas é morto por Otto depois que Clay lhe dá uma faca. Jax faz um discurso emocionado as filiais dos Sons em todo o noroeste, explicando o custo mortal do tráfico de armas e o plano da SAMCRO de se retirar do negócio; as outras filiais o apóiam. A SAMCRO e o IRA fazem um acordo para permitir que Clay cuide do negócio do tráfico de armas. Clay é libertado e se encontra com O'Shay, mas Jax posteriormente mata os dois, convencendo o membro do IRA, Connor Malone, a dar o negócio de contrabando de armas ao sucessor de Pope, August Marks. Tara simula um aborto espontâneo depois de fingir que foi agredida por Gemma e se prepara para se divorciar de Jax. Ela faz um acordo com o promotor distrital para deixar Charming e entrar na proteção à testemunha. Depois de ouvir a situação de Tara, Jax decide permitir que Tara saia com os meninos e se transforme em um agente da lei. Gemma não sabe que Jax fez o acordo, ela confronta e mata Tara. Jax volta para casa e encontra sua esposa morta, bem como o corpo do vice-xerife Eli Roosevelt, que Juice matou para proteger Gemma.

### 7ª temporada
Após a morte de Tara, Jax fica perturbado. Acreditando que o assassinato de Tara foi cometido pela Tríade chinesa, ele se vinga deles e age violentamente contra qualquer um que esteja em seu caminho, desvendando o submundo do crime no norte da Califórnia no processo. Como resultado, Jax e SAMCRO ficam cara a cara com a Triade e pela associação de August Marks, resultando na morte de Bobby. Jax força Juice a ser preso para que ele possa matar o líder da Triade, Henry Lin. Jax prendeu Marks, liderou uma emboscada contra o esquadrão de ataque de Marks e negociou um acordo entre o IRA, a Irmandade Ariana, os Mayans M.C. e One-Niners. Jax se encontra com os presidentes da filial do noroeste e admite ter matado Jury White, fazendo um acordo para convencer SAMCRO a excomungá-lo e executá-lo. Juice mata Lin e revela a Jax que sua mãe matou Tara e ele ajudou a encobrir isso. Jax mata Juice, Unser e Gemma, dá a custódia de Abel e Thomas para Wendy e pede a Nero para ajudar a tirar seus filhos de Charming e garantir que eles cresçam odiando seu pai. Em seu último ato como presidente da SAMCRO, ele recruta o T.O. Cross, o primeiro membro afro-americano do SOA. Jax é então excomungado do M.C. por opção e amarra pontas soltas matando August Marks e Charles Barosky. Chibs torna-se presidente da SAMCRO e o clube vota para que Jax se encontre com "Ceifeiro" (execução), mas permite que ele saia por encenação de uma fuga. Jax lidera uma perseguição massiva da policia na interestadual e se mata ao bater em um caminhão.

## Origens e recepção
Em preparação para o papel, Hunnam passou um tempo com um motoclube fora da lei em Oakland e conheceu um membro de 22 anos que passou toda a sua vida criado no clube. Hunnam baseou a personalidade e o traje de Jax neste motoqueiro da vida real, que foi morto em um tiroteio uma semana após a produção da primeira temporada da série.
Teller foi nomeado um dos melhores pais da TV por Dadcentric.com, e eles o descreveram como um "anti-herói brutal" e "rebelde que nunca vive de acordo com as regras da sociedade". No entanto, também destacam como o nascimento de Abel e a descoberta das memórias de seu pai o transformaram como pessoa. O Chicago Tribune observou que Jax é "o herdeiro aparente da gangue", mas "tem uma grande nostalgia das esperanças iniciais mais hippie de seu pai para o motoclube".